# Calliandra longipinna
Calliandra longipinna är en ärtväxtart som beskrevs av George Bentham. Calliandra longipinna ingår i släktet Calliandra och familjen ärtväxter. Inga underarter finns listade i Catalogue of Life.